# Comuna Perespa, Sokal
Perespa (în ucraineană Переспа) este o comună în raionul Sokal, regiunea Liov, Ucraina, formată din satele Perespa (reședința) și Zubkiv.

## Demografie
Componența lingvistică a comunei Perespa
     Ucraineană (99,69%)
     Alte limbi (0,16%)
Conform recensământului din 2001, majoritatea populației comunei Perespa era vorbitoare de ucraineană (99,69%), existând în minoritate și vorbitori de alte limbi.